# Spinulosida
Spinulosida là một bộ sao biển trong lớp Asteroidea. Bộ này có 2 họ, 7 chi, tổng cộng có 120 loài.

## Các họ
- Họ Echinasteridae
  - Chi Echinaster Müller and Troschel, 1840
  - Chi Henricia Gray, 1840
  - Chi Odontohenricia Rowe and Albertson, 1988
  - Chi Poraniopsis Perrier, 1891
  - Chi Stegnaster Sladen, 1889
- Họ Mithrodiidae[1]
  - Chi Mithrodia Gray, 1840
  - Chi Thromidia Pope & Rowe, 1977

## Hình ảnh

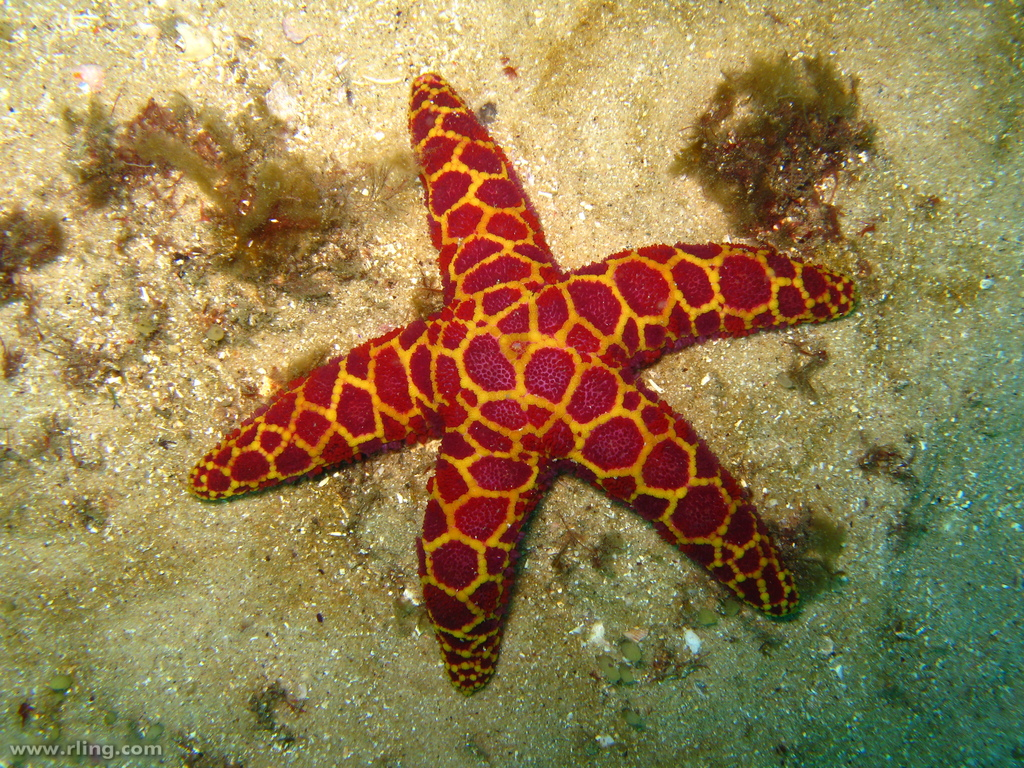
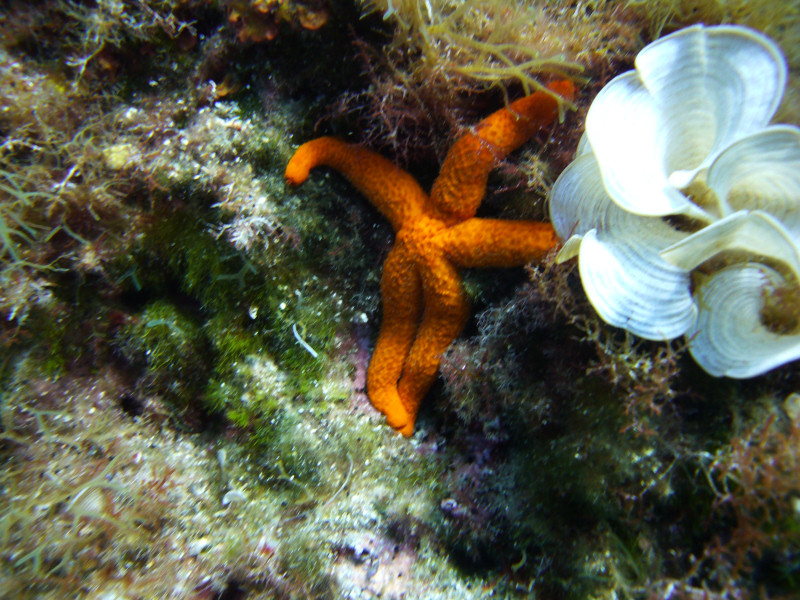
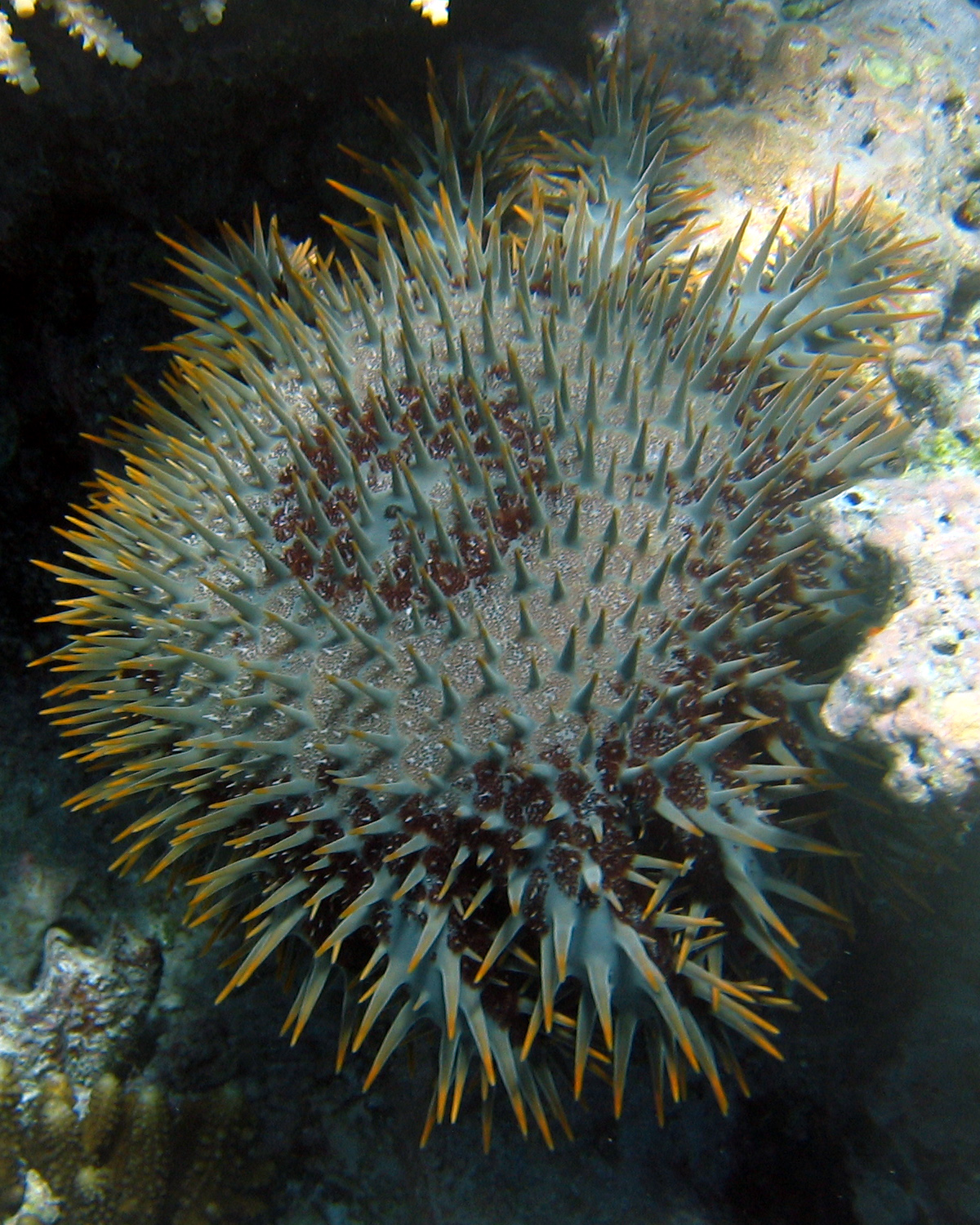